# Sing, Baby, Sing
Sing, Baby, Sing es una película dirigida por Sidney Lanfield en 1936 y protagonizada por Alice Faye, Adolphe Menjou, Gregory Ratoff y Ted Healy.
Recibió una nominación al premio Óscar a la mejor canción original de dicho año 1936 por When Did You Leave Heaven —canción con música de Richard Whiting y letra de Walter Bullock interpretada en la película por Alice Faye— junto a otras cinco canciones; la ganadora fue The Way You Look Tonight para la película Swing Time, donde era interpretada por Fred Astaire.